# Спадковий мікросфероцитоз Мінковського—Шоффара
Спадковий сфероцитоз (англ. HS) — вроджене гемолітичне захворювання, коли генетична мутація, що кодує фенотип структурного мембранного білка, призводить до сферичної форми клітинної морфології еритроцитів. 
Інакше, кулясто-клітинна анемія — це майже винятково вроджена гемолітична анемія (недокрів'я внаслідок неприродно підвищеного розчинення еритроцитів).  Це найпоширеніша гемолітична анемія в Центральній Європі, з розповсюдженістю принаймні 1:2000, але, ймовірно, вищою.

## Причини
Внаслідок нестачі складових цитоскелета (анкірину приблизно в 50% випадків, SLC4A1 (бенду 3) і спектрину приблизно в 20% кожного, тощо) виникає двоопукла форма червонокрівців (еритроцитів).  Еритроцити набувають енергетично більш вигідного кулястого вигляду (сфероцити).  Такі клітини крові дедалі більше розпадаються в селезінці.  Вивільнений червоний кров’яний барвник (гемоглобін) розщеплюється в крові на жовтуватий жовчний пігмент білірубін, який поглинається печінкою, глюкуронізується та виводиться з жовчю.
Існує декілька різновидів захворювання, які по-інакшому успадковуються.  Для поширенішого варіанту (65%) достатньо, щоб один із батьків мав захворювання (аутосомно-домінантне успадкування); вада міститься на хромосомі 8. Решта випадків, є або мимовільним розвитком (нові мутації), або випадками, коли в обидвох батьків, наявний подібний генетичний склад, але вони не обов’язково мають бути хворими (рецесивна спадковість, 15%).

## Клінічна картина
Сфероцити вже є метаболічно пошкодженими, коли вони проходять крізь селезінку, і згодом частково або повністю лізуються.  Селезінка майже завжди дуже набрякає і виникає явна картина спленомегалії.
Під час подальшого проходження крізь печінку, ця видільна система зазвичай, перевантажується через підвищене накопичення білірубіну, впродовж подальшого розпаду.  Наслідком є, спочатку неінфекційна жовтяниця.  Чим дужчий розпад клітин крові, тим більша важкість захворювання.  Надлишок жовчного барвника, також може призвести до каменів у жовчному міхурі.
Внаслідок посиленого обміну заліза, як частини посиленого розпаду еритроцитів, у міру розвитку захворювання, може виникнути гемохроматоз (відкладення заліза в печінці з циротичним перетворенням).
Симптоми захворювання охоплюють анемію, втому, кволість, відсутність працездатності, блідість, головні болі, задишку, складнощі із зосередженням та надмірне серцебиття.  Якщо хвороба виникає в дитинстві, це також може призвести до відхилень психічного та фізичного розвитку.
Іноді, особливо з наявністю певних вірусних інфекцій (наприклад, у разі парвовірусу B19, збудника краснухи), розпад червоних кров’яних тілець, значно посилюється і виникають так звані гемолітичні кризи, які зрештою можуть бути небезпечними для життя.  Відтворення еритроцитів у кістковому мозку може бути дуже зниженим (аплазія).  Під час гемолітичних кризів, виникає гарячка з ознобом, колапс і головний біль/болі у животі/спині, а також жовтяниця.

## Способи дослідження
Мазок крові: є властиві кулясті клітини (сфероцити), які менші за звичайні еритроцити (мікроцитарні) і позбавлені блідості посередині.  Крім того, існує поліхромазія (змінена, «багатогранна» колірна поведінка).  Також спостерігається збільшення ретикулоцитів (попередників еритроцитів) і значне збільшення ширини розподілу еритроцитів у крові.
Лабораторні показники: барвник крові (гемоглобін, Hb) знижений до норми, середня концентрація корпускулярного гемоглобіну (MCHC) підвищена, середній індивідуальний об’єм еритроцитів (MCV) зменшений, підвищена частка гіперхромних еритроцитів (%HYPER), підвищена лактатдегідрогеназа (LDH), непрямий білірубін збільшений, гаптоглобін знижений.
Особливі дослідження: сфероцити виявляють знижену осмотичну резистентність порівняно зі здоровими еритроцитами.  Якщо сфероцити помістити в розчин із меншою концентрацією солей, ніж у крові (гіпоосмолярний розчин, наприклад, Acidified Glycerol Lysis Test, AGLT), вони розриваються раніше, ніж здорові еритроцити.  Осмотична градієнтна ектацитометрія може бути використана для підтвердження захворювання та кількісної оцінки його важкості.  Водночас, рівень креатину в еритроцитах підвищується, оскільки популяція еритроцитів омолоджується.  Два інших тести, які не ґрунтуються на зниженій осмотичній крихкості, це проточна цитометрія для виявлення зниженого зв’язування еозину-малеіміду та тест на гіпертонічний кріогемоліз.

## Лікування
Видалення селезінки (спленектомія) є єдиним заходом, який може запобігти надмірному розпаду еритроцитів.  Однак видалення селезінки пов’язане з підвищеним ризиком зараження, тож першим кроком зазвичай, є очікування розвитку захворювання.  Селезінку видаляють лише у тому разі, якщо сталося кілька гемолітичних кризів або було проведено переливання крові чи хворий має обмежену працездатність.  Найраніша дата операції - після 5 років спостереження.  Обов’язкова умова – попередня вакцинація проти пневмококів, менінгококів та Haemophilus influenzae типу B, оскільки після цілковитого видалення селезінки, є ризик розвитку постспленектомічного синдрому.
Тепер також, є можливість видалення лише частини селезінки, замість видалення всього органу.  Невелика частина селезінки залишається, щоби уникнути ускладнень перерахованих вище.